# Тырлинская
Тырлинская — деревня в Шенкурском районе Архангельской области. Входит в состав муниципального образования «Ровдинское».

## География
Деревня расположена в южной части Архангельской области, в таёжной зоне, в пределах северной части Русской равнины, в 64 километрах на юг от города Шенкурска, на правом берегу реки Пуя, притока Ваги. Ближайшие населённые пункты: на западе, на противоположенном берегу реки, деревня Югрютинская. В непосредственной близости от деревни проходит автомобильная дорога федерального значения М8 «Холмогоры»
Часовой пояс
Тырлинская, как и вся Архангельская область, находится в часовой зоне МСК (московское время). Смещение применяемого времени относительно UTC составляет +3:00.

## Население
| 2002 | 2010 | 2012 |
| ---- | ---- | ---- |
| 14   | ↘11  | ↘9   |

## История
Указана в «Списке населённых мест по сведениям 1859 года» в составе Шенкурского уезда(1-го стана) Архангельской губернии под номером «2100» как «Осташевская (Тырлинская, Осташева)». Насчитывала 4 двора, 16 жителей мужского пола и 16 женского.
В «Списке населенных мест Архангельской губернии к 1905 году» деревня Тырлинская(Осташева) насчитывает 12 дворов, 34 мужчины и 48 женщин.  В административном отношении деревня входила в состав Нижнепуйского сельского общества Ровдинской волости.
На 1 мая 1922 года в поселении 15 дворов, 31 мужчина и 48 женщин.